# Dohnafors

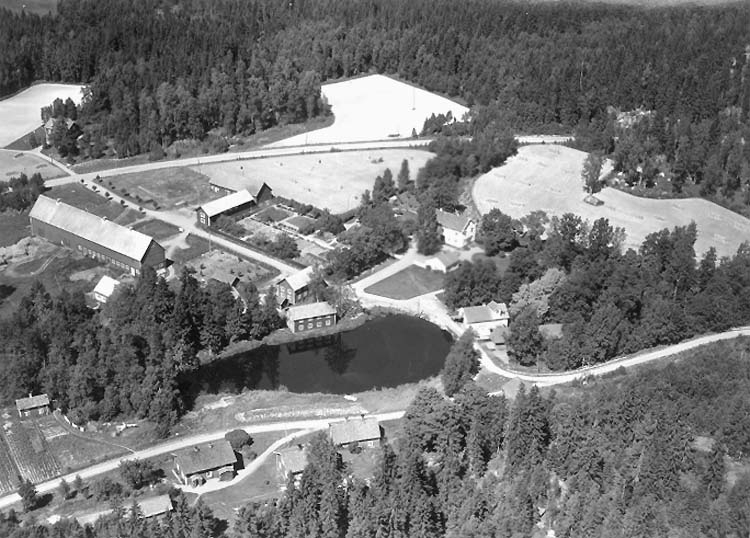
Flygfoto över Dohnafors Bruk, Askersund

Dohnafors är namnet på en herrgård och ett gammalt bruk i Askersunds kommun, Örebro län. Ursprungligen hette platsen Sigriatorp, eller Sigridstorp, men uppkallades sedan efter brukets grundare, generalmajoren greve Carl August Dohna.
Huvudbyggnaden i trä stod ursprungligen vid Vissboda, men flyttades på 1820-talet till sin nuvarande plats. På 1850-talet påbyggdes den med en andra våning. Samtidigt byggdes två flyglar. Huvudbyggnaden har nio rum och moderniserades 1944.
Godset omfattar huvudgården Dohnafors med Kullängen, Håkantorp och arrendegårdarna Dammen och Lerdalen. Egendomens totalareal var 639 ha, varav 543 ha skog (år 1948).
På godsets ägor ligger 1600-talshuset Kullängsstugan, nu i Örebro läns museums ägo. Den byggnadsminnesförklarades år 1970.

## Stångjärnshammaren
År 1725 anlade greve Dohna en stångjärnshammare vid Dohnaforsån. Järnbruket kallades först Stjernsunds bruk därför att det fram till 1822 hade samma ägare som Stjärnsunds slott, nämligen greve Dohnas änka, senare deras son, Abraham Dohna, och efter 1785, Olof Burén, adlad Burenstam. För ytterligare ägarlängdm se Svenska Län.
Stångjärnshammaren lades ned år 1899. Idag finns från brukstiden en järnbod och arbetarbostäder bevarade.